# Авангард (спортивное общество)
Авангард — добровольное спортивное общество профсоюзов (ДСО) в СССР, на базе которого основывались одноимённые спортивные клубы по разным видам спорта. В результате перехода от отраслевого к территориальному принципу построения ДСО ликвидировано, его подразделения вошли в спортивные общества союзных республик, таких, как спортивное общество «Труд».

## История и описание
ДСО «Авангард» было создано в 1936 году в качестве профсоюзного спортивного общества работников тяжёлого машиностроения и занималось развитием различных видов спорта. В ходе укрупнения всесоюзных спортивных обществ к нему были присоединены ДСО «Дзержинец» (транспортное машиностроение) и «Судостроитель» (судостроительная промышленность), в результате ДСО «Авангард» объединило рабочих транспортного и тяжёлого машиностроения. Центром общества был город Москва. 
30 октября 1957 года было принято решение о переходе от отраслевого к территориальному принципу построения ДСО, поэтому спортивное общество прекратило своё существование, и его подразделения с 1958 года вошли в состав вновь организованных профсоюзных ДСО работников промышленности союзных республик: в частности, в РСФСР они стали частью республиканского ДСО «Труд». Название «Авангард» приняло республиканское ДСО, организованное в Украинской ССР (1957—1991). В качестве напоминания о спортивном обществе остались названия ряда стадионов на территории бывшего СССР.
Известные тренеры:
- Людмила Сергеевна Базаревич[4]